# Kenya Hijuelos
Kenya Hijuelos, született Verónica Hijuelos Ortiz de Peña (Mexikóváros, Mexikó, 1974. augusztus 28. –) mexikói színésznő, műsorvezető és énekesnő.

## Élete és pályafutása
1974. augusztus 28-án született Mexikóvárosban. 
Karrierjét 1991-ben kezdte. 2003-ban szerepet kapott az Elbűvölő szerelem című sorozatban. 2006-ban Lorna szerepét játszotta a Második esélyben. 2008-ban szerepet kapott az Alma indomable című telenovellában.

## Filmográfia

### Telenovellák
| Év        | Cím                  | Magyar cím                 | Szerep                     | TV stúdió                |
| --------- | -------------------- | -------------------------- | -------------------------- | ------------------------ |
| 2013      | Santa Diabla         | A gonosz álarca            | Lucy Medina                | Telemundo                |
| 2008      | El juramento         |                            | Mirtha                     | Telemundo                |
| 2008      | Alma indomable       |                            | Susana 'Susy'              | Venevisión Internacional |
| 2006      | Tierra de pasiones   | Második esély              | María Lorna Gálvez         | Telemundo                |
| 2004-2005 | ¡Anita, no te rajes! | Anita, a bűbájos bajkeverő | Guadalupe 'Lupe' Izquierdo | Telemundo                |
| 2003-2004 | Amor descarado       | Elbűvölő szerelem          | Yesenia Solís              | Telemundo                |

## Diszkográfia

### Együttessel
- Timbiriche 11
- Agualuna

### Szólista
- Kenya (1997)
- Soy la mejor, soy la peor (1998)